# پیر لابری
پیر لابری (فرانسوی: Pierre Labry‎؛ ۱۴ دسامبر ۱۸۸۵ – ۲۳ ژوئن ۱۹۴۸) هنرپیشه اهل فرانسه بود.
از فیلم‌ها یا برنامه‌های تلویزیونی که وی در آن نقش داشته‌است می‌توان به در مسافرخانه اتفاق افتاد، بانوی قاتل، اعترافات یک متقلب، و مواد مخدر اشاره کرد.